# Indočínit

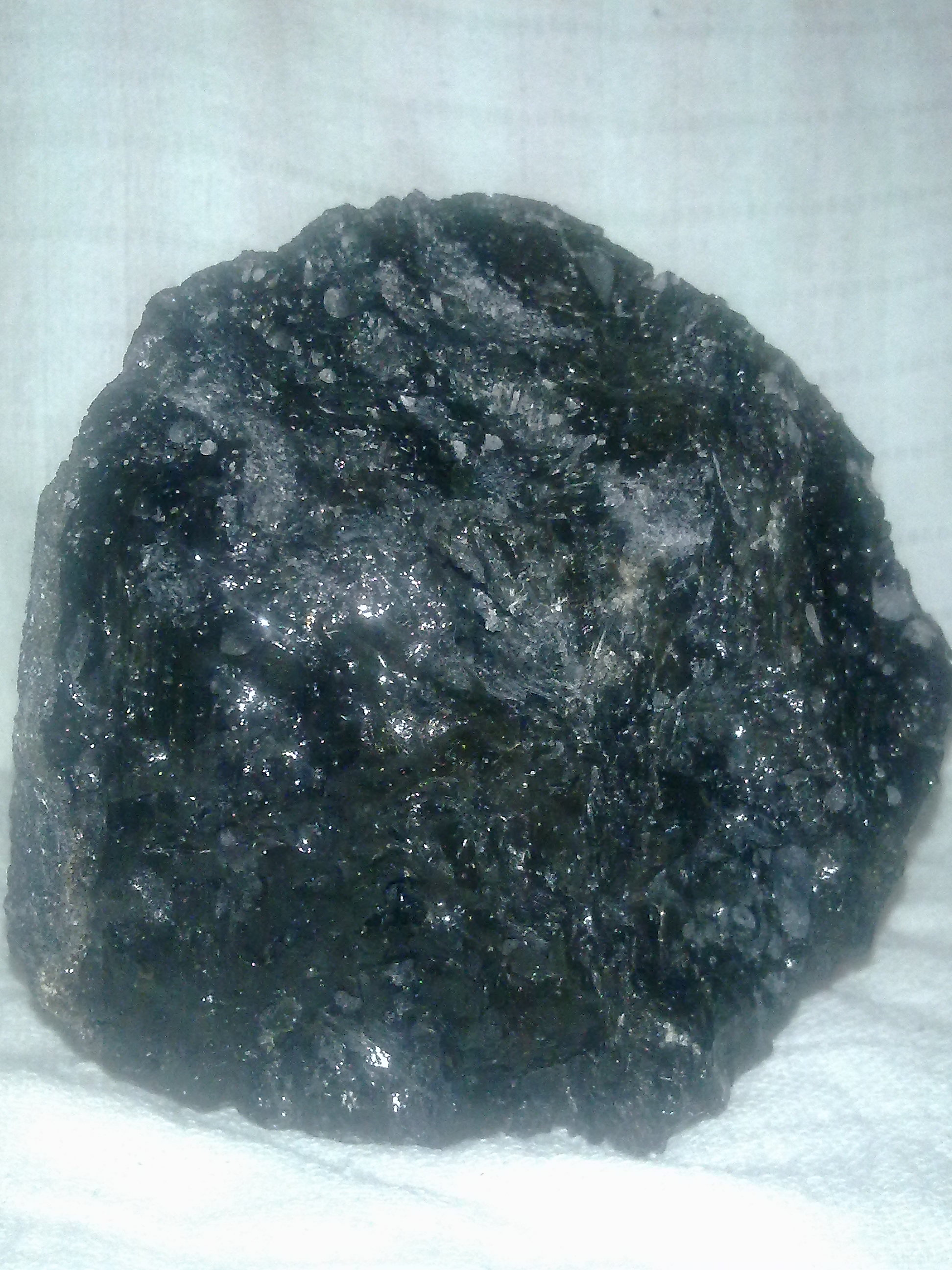
Indočínit

Indočínit nebo indočinit je označení pro tektity, které, jak napovídá název, se nacházejí v Indočíně na poloostrově Zadní Indie, v Austrálii a na tichomořských ostrovech Mikronésie na východě a na jihu. Odhaduje se, že tyto tektity jsou 700 000 let staré.
Zpravidla se vyskytují velikostně cca do 200 g. Větší a těžší exempláře jsou počítány pouze na stovky kusů. Největší indočínity jsou typu Muong-Long (nepravidelné vrstvené tektity), které mívají ojediněle hmotnost až 3 kg.
Indočínity jsou výrazně tmavě černé na rozdíl od evropských vltavínů, které jsou zelené.